# Sam Vermeylen
Sam Vermeylen (Antwerpen, 6 november 1990) is een Belgisch voormalig doelman in het betaald voetbal.

## Doelman
Vermeylen genoot zijn jeugdopleiding genoot bij KSK Hoboken, KSK Lierse en Germinal Beerschot. Hij speelde bij Lierse -7 tot en met -17 en werd er vijf keer achter elkaar kampioen werd in de nationale jeugdreeksen, waarin hij steeds de aanvoerdersband droeg. Meermaals werd hij uitgeroepen tot beste doelman in buitenlandse toernooien, zoals het Orion Toernooi & Wout Van Overdamtoernooi/Pijnacker. Bij Germinal Beerschot werd hij op 17-jarige leeftijd opgenomen in de selectie van het eerste team en nam hij mee met een Intertoto-selectie deel aan wedstrijden tegen Neftçi Bakoe.
Na Germinal Beerschot vertrok Vermeylen naar toenmalig tweedeklasser Red Star Waasland, waar hij van derde doelman opschoof naar reservedoelman. Hij verlengde zijn contract bij de fusieploeg Waasland-Beveren. Tijdens het seizoen 2011-2012 diende Vermeylen zes wedstrijden onder de lat te staan in de tweede klasse en leverde ook zo zijn bijdrage aan de titel en promotie naar de eerste klasse voor Waasland-Beveren. Hij verruilde in 2014 Berchem Sport voor KFC Sint-Lenaarts.

## Trainer
In het dagelijkse leven gaf Vermeylen tijdens zijn actieve voetbalcarrière al voetbaltrainingen aan de topsportschool in Wilrijk en hij bleef dit ook doen tijdens zijn trainerscarrière.
Bij het eind van het voetbalseizoen 2020-2021 kreeg Vermeylen omwille van het vertrek van Gino Swaegers naar rivaal Zwarte Leeuw het aanbod om zijn positie als doelman af te staan en hoofdcoach van KFC Sint-Lenaarts te worden vanaf het seizoen 2021-2022. Vermeylen ging in op dit aanbod en stopt zo zijn carrière als doelman en staat zo aan het begin van zijn trainerscarrière.
Na 2 seizoenen en met telkens een 5de plaats in de rangschikking, kreeg Sam Vermeylen aanbiedingen om elders aan de slag te gaan.
Seizoen 2023-2024 gaat hij de uitdaging aan om Rupel Boom terug op de rails te krijgen.

## Carrière
| Seizoen                      | Club              | Land   | Competitie             | Wed. | Goals |
| ---------------------------- | ----------------- | ------ | ---------------------- | ---- | ----- |
| 2009/10                      | KV Waasland       | België | Tweede klasse          | 0    | 0     |
| 2010/11                      | Waasland-Beveren  | België | Tweede klasse          | 2    | 0     |
| 2011/12                      | Waasland-Beveren  | België | Tweede klasse          | 6    | 0     |
| 2012/13                      | Waasland-Beveren  | België | Eerste Klasse          | 0    | 0     |
| 2013/14                      | Berchem Sport     | België | Derde Klasse           | 16   | 0     |
| 2014/15                      | KFC Sint-Lenaarts | België | Vierde Klasse          | 22   | 0     |
| 2015/16                      | KFC Sint-Lenaarts | België | Vierde Klasse          | 33   | 0     |
| 2016/17                      | KFC Sint-Lenaarts | België | Derde klasse amateurs  | 33   | 0     |
| 2017/18                      | KFC Sint-Lenaarts | België | Tweede klasse amateurs | 34   | 0     |
| 2018/19                      | KFC Sint-Lenaarts | België | Derde klasse amateurs  | 32   | 0     |
| 2019/20                      | KFC Sint-Lenaarts | België | Derde klasse amateurs  | 25   | 0     |
| Totaal                       | Totaal            | Totaal | Totaal                 | 199  | 0     |
| Bijgewerkt tot 11 maart 2020 |                   |        |                        |      |       |

## Trivia
Vermeylen won eind 2012 de Belgian EA Sports Cup, een tornooi waarin elke eerste klasse club na een interne voorronde één speler van het team mocht afvaardigen in de eindronde van een FIFA 13 tornooi. Vermeylen won de voorrondes bij zijn toenmalige club Waasland-Beveren en vertegenwoordigde zijn club in de eindronde. Daarin versloeg hij achtereenvolgens Robin Henkens van KV Mechelen, Ernest Nfor van KV Kortrijk en Dodo El-Gabas van Lierse SK, om tenslotte in de finale te winnen van Loris Brogno van OH Leuven. Het leverde hem de officieuze titel van beste 'FIFA 13'-speler in de Belgische eerste klasse op.